# Estação Borba Gato
A Estação Borba Gato é uma das estações do metrô da cidade brasileira de São Paulo. Operada pela ViaMobilidade, pertence à Linha 5–Lilás, que atualmente chegou à estação Chácara Klabin da Linha 2–Verde em 28 de setembro de 2018.
A estação localiza-se em um bloco entre as Avenidas Santo Amaro e Adolfo Pinheiro, e entre a Rua da Paz e a Rua Bela Vista, na Chácara Santo Antônio, no distrito de Santo Amaro, na Zona Centro-Sul de São Paulo.
Inicialmente, a previsão de entrega da estação era para o ano de 2014, mas uma suspeita de conluio de empresas vinda da Promotoria acabou suspendendo as obras por 15 meses, gerando o atraso. Por conta disso, a inauguração da estação acabou sendo postergada para 2018.
Posteriormente, devido ao adiantamento das obras, o Governador Geraldo Alckmin adiantou a entrega da estação para julho de 2017, junto com as estações Alto da Boa Vista e Brooklin. Porém, em 1º de setembro de 2017, após inúmeros atrasos, o Metrô de SP confirmou oficialmente que a inauguração das Estações Alto da Boa Vista, Borba Gato e Brooklin ocorreria dentro de poucos dias. A Estação Borba Gato foi inaugurada oficialmente em 6 de setembro de 2017. Em 27 de novembro de 2017 passou a funcionar em período integral.

## Demanda
A funcionalidade da estação deve-se a esta atender o Corredor de Transporte Coletivo da Avenida Santo Amaro, importante eixo de ligação entre a região do Itaim Bibi e o distrito de Santo Amaro, além do fato de a estação atender à demanda lindeira por estar localizada em um bairro residencial e possuir vários estabelecimentos, empreendimentos comerciais e equipamentos públicos nas suas redondezas, como o monumento a Borba Gato, CIEE, o Campus da UNIP da Chácara Santo Antônio, o Consulado Geral dos Estados Unidos da América no Brasil, o Corpo de Bombeiros Santo Amaro, entre outros.

## Características
Estação subterrânea executada em vala a céu aberto (VCA) com estrutura em concreto aparente e cobertura do acesso principal através de cúpula de aço e vidro, para iluminação natural.
Conta com três acessos, todos com escadas rolantes nos dois sentidos e elevadores para pessoas com deficiência e mobilidade reduzida. Possui mezanino com bilheterias e distribuição de passageiros, além de plataforma central.
Escavação em VCA no corpo da estação, nas áreas das bilheterias e bloqueios, no mezanino, na plataforma e no acesso secundário. Escavação em NATM para o túnel transversal que liga os poços circulares ao acesso do outro lado da Avenida Adolfo Pinheiro, passando por debaixo da mesma.
Edificação das salas técnicas e operacionais foi construída em uma estrutura simples de pilares e vigas de concreto, no nível acima da superfície, ao lado da estação.
| Sigla | Estação    | Inauguração | Capacidade         | Integração               | Plataformas | Posição     | Notas                                      |
| ----- | ---------- | ----------- | ------------------ | ------------------------ | ----------- | ----------- | ------------------------------------------ |
| BGA   | Borba Gato | 2017        | 1515 na plataforma | Bilhete Único da SPTrans | Central     | Subterrânea | Horário de funcionamento: das 4h40 às 0h00 |

## Funcionamento da Linha
| Linha   | Terminais                      | Estações | Principais destinos | Duração das viagens (min) | Intervalo mínimo entre trens (s) | Funcionamento                                                  |
| ------- | ------------------------------ | -------- | --- | ------------------------- | -------------------------------- | -------------------------------------------------------------- |
| 5 Lilás | Capão Redondo ↔ Chácara Klabin | 17       | Vila Mariana, Vila Clementino, Ibirapuera, Moema, Indianópolis, Campo Belo, Brooklin, Santo Amaro, Jardim São Luís, Campo Limpo, Capão Redondo | 33                        | 75 (projetado) 165 (atual)       | - Domingo a 6ª feira, das 4h40 às 24h - Sábado, das 4h40 às 1h |